# Mus musculoides
Mus musculoides és una espècie de mamífer rosegador de la família dels múrids. Viu a Benín, Burkina Faso, el Camerun, el Congo, Costa d'Ivori, Guinea Equatorial, el Gabon, Gàmbia, Ghana, Guinea, Libèria, Mali, Nigèria, el Senegal, Sierra Leone i Togo. Els seus hàbitats naturals són les sabanes i els herbassars. És una espècie en risc mínim, és a dir, no sembla que hi hagi cap amenaça significativa per a la seva supervivència. El seu nom específic, musculoides, significa ‘semblant a un ratolinet’ en llatí.